# Olga Zadvornova

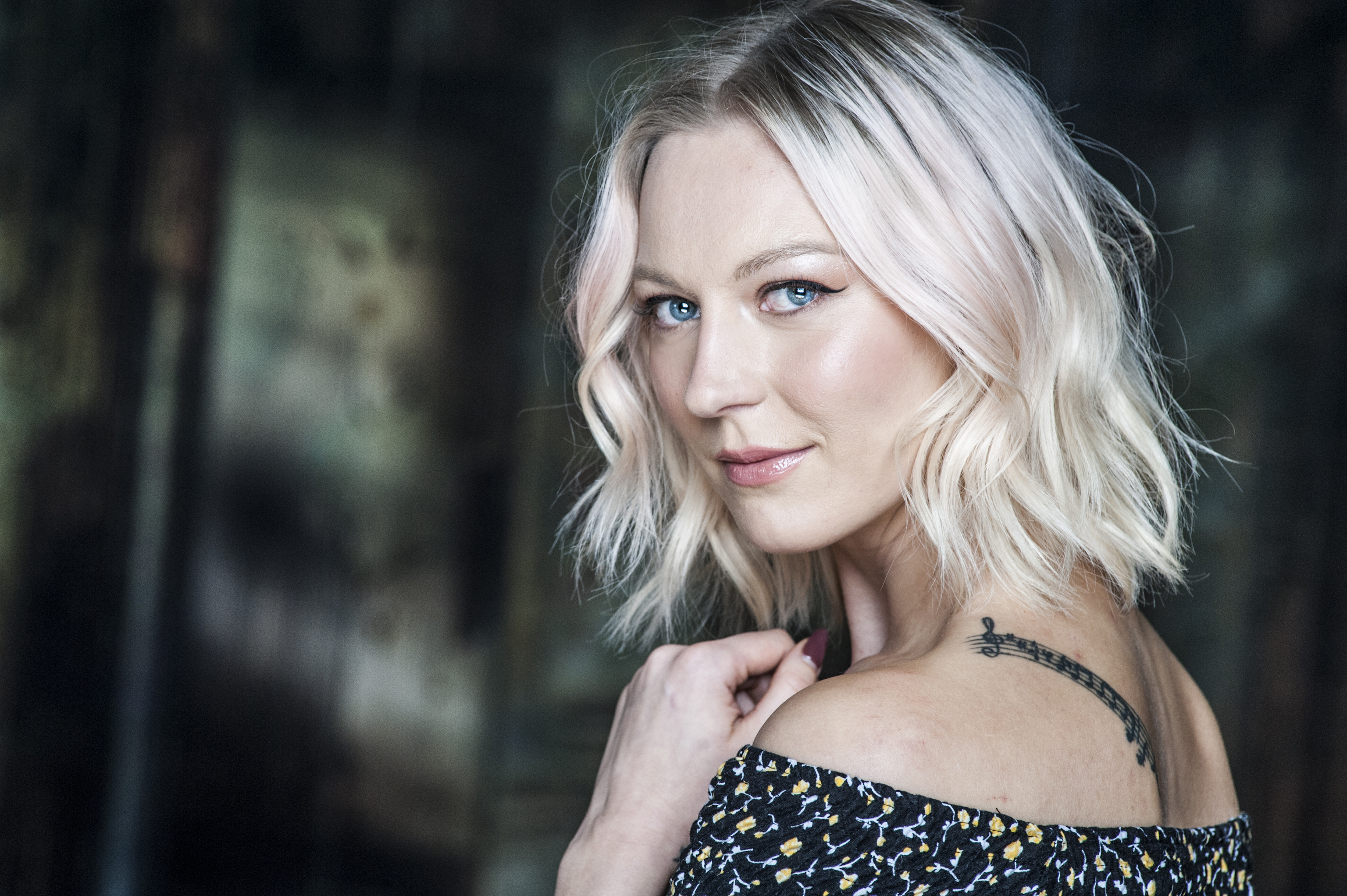
Olga Zadvornova

Olga Zadvornova (Riga, 10 februari 1988) is een voormalig Letse kunstschaatsster.
Zadvornova is actief als individuele kunstschaatsster en wordt gecoacht door Marika Nugumanova. 
| records             | punten | datum      | toernooi                   |
| ------------------- | ------ | ---------- | -------------------------- |
| Hoogste totaalscore | 79.71  | 15-10-2005 | Karl Schäfer Memorial 2005 |
| Hoogste korte kür   | 29.62  | 18-01-2006 | EK 2006                    |
| Hoogste lange kür   | 55.40  | 15-10-2005 | Karl Schäfer Memorial 2005 |

| resultaten             | 1999 | 2000 | 2001 | 2002 | 2003 | 2004 | 2005 | 2006 |
| ---------------------- | ---- | ---- | ---- | ---- | ---- | ---- | ---- | ---- |
| Olympische Spelen      | -    | -    | -    | -    | -    | -    | -    |      |
| Wereldkampioenschap    | -    | -    | -    | -    | -    | -    | -    |      |
| Europees kampioenschap | -    | -    | -    | -    | -    | -    | -    | 29e  |